# Innocenty (Sołodczin)
Innocenty, imię świeckie Iwan Wasiljewicz Sołodczin, prawdopodobne imię po ślubach mniszych wielkiej schimy Jan (ur. 1842, zm. 23 października 1919 w Moskwie) – rosyjski biskup prawosławny.

## Życiorys
Był synem kapłana prawosławnego. Ukończył seminarium duchowne w Tomsku, po czym w 1863 został przyjęty do Petersburskiej Akademii Duchownej. Ze studiów teologicznych zrezygnował jednak w czasie III roku nauki, by przystąpić do misji prowadzonej przez Rosyjski Kościół Prawosławny na Ałtaju. W 1874 został przeniesiony w poczet członków misji prawosławnej na Zabajkalu. 30 listopada 1875 złożył wieczyste śluby mnisze, zaś 7 grudnia został wyświęcony na hieromnicha. Po dziesięciu latach pracy w ramach misji został spowiednikiem personelu i słuchaczy seminarium duchownego w Tomsku i w 1889 otrzymał godność ihumena. Rok później ponownie podjął pracę duszpasterską w ramach misji na Ałtaju, jako asystent jej kierownika. W 1893 otrzymał godność archimandryty. Od 1894 do 1897 pełnił obowiązki nadzorcy szkół cerkiewnych w eparchii tomskiej. Od 1898 do 1899 był przełożonym monasteru św. Aleksego w Tomsku.
9 lutego 1899 przyjął chirotonię biskupia na biskupa nadamurskiego z rąk biskupa tomskiego Makarego oraz biskupa zabajkalskiego Metodego. Już po roku został przeniesiony w stan spoczynku. W 1902 przebywał w monasterze św. Włodzimierza w Chersoniu na prawach przełożonego, cztery lata później Święty Synod przeniósł go do monasteru Zaśnięcia Matki Bożej w Swijażsku. W 1909 biskup Innocenty ponownie został skierowany do monasteru św. Włodzimierza w Chersonezie, zaś w 1915 zrezygnował z kierowania klasztorem i zamieszkał jako zwykły mnich w monasterze Opieki Matki Bożej w Moskwie. Być może złożył tam śluby mnisze wielkiej schimy, zmieniając imię zakonne na Jan.